# Maher El-Beheiry
Maher El-Beheiry (arabisk: ‏ماهر البحيري, født 17. marts 1943), er dommer og tidligere formand for Den Øverste forfatningsdomstol i Egypten indtil den 1. juli 2013 hvor posten overgik til Adly Mansour. Efter de massive protester i befolkningen meddelte nogen medier at El-Beheiry var udnævnt af Abdul Fatah al-Sisi til midlertidige præsident af Egypten, men valget faldt på Mansour.